# Oswald Heer
Oswald Heer o Oswald von Heer (Uzwil, 31 agosto 1809 – Losanna, 27 settembre 1883) è stato un naturalista, entomologo e geologo svizzero.

## Biografia
Oswald Heer inizialmente era un seminarista a Halle, e si laureò, anche, come dottore di filosofia e medicina. All'inizio il suo interesse era l'entomologia, su cui acquisì conoscenze specifiche, e in seguito si interessò di botanica, nella quale divenne uno dei pionieri nel campo della paleobotanica, soprattutto per le sue ricerche della flora del Miocene.
Nel 1851 Heer divenne professore di botanica presso l'Università di Zurigo, e per qualche tempo fu direttore dell'Old Botanical Garden, sempre nella stessa città. 
Nel corso della sua carriera Heer fu ostacolato anche con i suoi problemi di salute. Il 1874 la Geological Society of London gli assegnò la medaglia Wollaston.

## Opere
- 1840 - Analytische Tabellen zu Bestimmung der phanerogamischen Pflanzengattungen der Schweiz.
- 1840 - Flora der Schweiz; (con Johannes Jacob Hegetschweiler).
- 1846 - Der Kanton GlarusFormularende
- 1849 - "Die Insektenfauna der Tertiärgebilde von Oeningen und von Radoboj in Croatien" in series Neue Denkschriften der Allgemeinen Schweizerischen Gesellschaft für die gesammten Naturwissenschaft
- 1855-1859 - Flora tertiaria Helvetiae
- 1862 - Beiträge zur Insektenfauna Oeningens
- 1862 - Beiträge zur Fossilen Flora von Sumatra
- 1862 - Beiträge zur Insektenfauna Oeningens: Coleoptera, Geodephagen. .. Lamellicornen und Buprestiden
- 1863 - On the lignite formation of Bovey Tracey, Devonshire; (con William Pengelly).
- 1865 - Die Urwelt der Schweiz
- 1865 - Die Pflanzen der Pfahlbauten
- 1867 - Fossile Hymenopteren aus Oeningen und Radoboy
- 1868-1882 - „Flora fossilis arctica - Die fossile Flora der Polarländer“
- "1868 in Graeffe Reise im Innern der Insel Viti Levu. Neujahrsblatt der Naturforschenden Gesellschaft in Zurich 70: 1-48 (1868). (ngzh.ch)
- 1869 - Miocene baltische Flora
- 1869 - Ueber die Braunkohlenpflanzen von Bornstädt
- 1870 - Die Miocene Flora und Fauna Spitzbergens
- 1871 - Fossile Flora der Bären Insel
- 1872 - Le monde primitif de la Suisse
- 1874 - Die Kreide-Flora der Arctischen Zone
- 1874 - Anmärkningar öfver de af svenska polarexpeditionen 1872-73 upptäckte fossila växter.
- 1876 - Beiträge zur fossilen Flora Spitzbergens: Gegründet auf die Sammlungen der schwedischen Expedition vom Jahre 1872 auf 1873.
- 1877 - Flora fossilis Helvetiae: die vorweltliche Flora der Schweiz
- 1878 - Beiträge zur fossilen Flora Sibiriens und des Amurlandes
- 1884 - Analytische Tabellen zur Bestimmung der phanerogamischen Pflanzengattungen der Schweiz